# A.R. Monex Women’s Pro Cycling Team/Saison 2021
Diese Liste beschreibt den Kader und die Siege des A.R. Monex Women’s Pro Cycling Teams in der Saison 2021. 

## Kader
| Teamkader 2021           | Teamkader 2021     | Teamkader 2021 | Teamkader 2021                              |
| Name                     | Geburtsdatum       | Land           | Vorheriges Team                             |
| ------------------------ | ------------------ | -------------- | ------------------------------------------- |
| Gaia Benzi               | 20. Dezember 1999  | Italien        |                                             |
| Emma Faoro               | 21. März 2002      | Italien        |                                             |
| Ariadna Gutiérrez        | 22. August 1991    | Mexiko         | Agolico (2020)                              |
| Maria Jose Vargas        | 15. Februar 1996   | Costa Rica     | Agolico (2020)                              |
| Julieta Lledias Villegas | 16. April 2001     | Mexiko         | Agolico (2020)                              |
| Eider Merino             | 2. August 1994     | Spanien        | Movistar Team (2020)                        |
| Marija Miljajewa         | 16. Juli 2001      | Russland       | Cogeas-Mettler-Look Pro Cycling Team (2020) |
| Marija Nowolodskaja      | 28. Juli 1999      | Russland       | Cogeas-Mettler-Look Pro Cycling Team (2020) |
| Maria Pia Chiatto        | 13. Mai 2002       | Italien        |                                             |
| Katia Ragusa             | 19. Mai 1997       | Italien        | Bepink (2019)                               |
| Andrea Ramírez           | 25. September 1999 | Mexiko         | Agolico (2020)                              |
| Lizbeth Salazar          | 8. Dezember 1996   | Mexiko         | Swapit Agolico (2018)                       |
| Arlenis Sierra           | 7. Dezember 1992   | Kuba           | World Cycling Centre (2016)                 |
| Jade Teolis              | 12. Januar 2002    | Frankreich     |                                             |
| Maria Vittoria Sperotto  | 20. November 1996  | Italien        | Équipe Paule Ka (2020)                      |
|                          |                    |                |                                             |
| Quelle: ProCyclingStats  |                    |                |                                             |

## Siege
| Siege    | Siege                                                                 | Siege      | Siege  | Siege           | Siege |
| Datum    | Rennen                                                                | Staat      | Klasse | Siegerin        |       |
| -------- | --------------------------------------------------------------------- | ---------- | ------ | --------------- | ----- |
| 14. Mai  | Navarra Women’s Elite Classic                                         | Spanien    | 1.1    | Arlenis Sierra  |       |
| 12. Jun. | Mexico National Road Cycling Championships - Women RR                 | Mexiko     | CN     | Lizbeth Salazar |       |
| 27. Aug. | Giro della Toscana Femminile – Memorial Michela Fanini, Prolog        | Italien    | 2.2    | Arlenis Sierra  |       |
| 28. Aug. | Giro della Toscana Femminile – Memorial Michela Fanini, 1. Etappe     | Italien    | 2.2    | Arlenis Sierra  |       |
| 29. Aug. | Giro della Toscana Femminile – Memorial Michela Fanini, Gesamtwertung | Italien    | 2.2    | Arlenis Sierra  |       |
| 8. Sep.  | Tour Cycliste Féminin International de l’Ardèche, 1. Etappe           | Frankreich | 2.1    | Arlenis Sierra  |       |
| 5. Okt.  | Tre Valli Varesine (Frauenrennen)                                     | Italien    | 1.2    | Arlenis Sierra  |       |